# Soboška ves, Zalska županija
Ne zamenjujte z naseljem Soboška ves v Železni županiji.
Soboška ves (madžarsko Zalaszombatfa) je vas na Madžarskem, ki upravno spada v podregijo Lentiba Županije Zala.